# Marie-Anne Pierrette Paulze
Marie-Anne Pierrette Paulze (Montbrison, Francia, 20 de enero de 1758-París, 10 de febrero de 1836), conocida como Marie Lavoisier está considerada como «la madre de la química moderna». Marie Lavoisier ha sido frecuentemente mencionada junto a su esposo, el científico Antoine Lavoisier; trabajó con él en colaboración, aunque son menos difundidos sus logros científicos en la química.

## Biografía
A la edad de tres años, se quedó huérfana de madre, Claudine Thoynet Paulze. Su padre, Jacques Villee, abogado parlamentario y financiero, la envió a un convento donde recibió su educación. Con casi catorce años fue pedida en matrimonio por el conde de Amerval, que la duplicaba en edad. Su padre intentó oponerse, pero fue amenazado con perder su empleo si se rehusaba, debido a lo cual consultó con uno de sus colegas si no estaría dispuesto a casarse con su hija. Antoine Lavoisier tenía 28 años, era noble, abogado, economista y químico. Se casaron el 16 de diciembre de 1771.

## Trayectoria

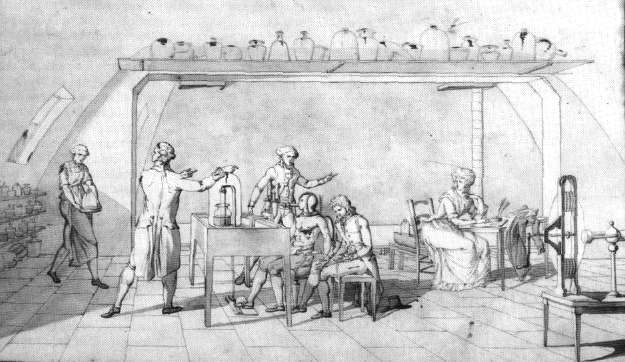
Dibujo de Madame Lavoisier. El dibujo muestra a su esposo y a ella misma, en el laboratorio, realizando experimentos sobre respiración humana.

En 1775 la pareja se mudó a París, donde  floreció el interés de Lavoisier por la química. Pronto Marie comenzó a involucrarse en las investigaciones científicas de su esposo y a participar activamente en el trabajo del laboratorio.  Antoine seguía trabajando para Ferme-Générale, pero había sido designado como administrador de la pólvora, en el Arsenal de París.  Con la seguridad económica que había alcanzado estuvo en condiciones de construir un laboratorio.  
A medida que el interés de Marie Anne avanzaba, recibió instrucción formal en el campo de parte de Jean-Baptiste Bucquet y Philippe Gingembre, ambos colegas de Antoine. El matrimonio Lavoisier pasaban la mayor parte de su tiempo juntos en el laboratorio, trabajando en equipo, en varias direcciones.
En mayo de 1793, durante la Revolución francesa, ya en la etapa del reinado del Terror, Antoine fue acusado de traición, debido a su posición prominente en la Ferme Générale. Con la misma acusación, fue arrestado primero el padre de Marie-Anne y luego, el 28 de noviembre, el propio Antoine, siendo recluido en Port-Libre. Durante la prisión de su esposo, Marie-Anne lo visitaba regularmente y luchó por obtener su libertad. Ella misma lo defendió ante Antoine Dupin, quien lo había denunciado y quien tenía también el poder de salvarlo. Marie-Anne apeló a las investigaciones científicas que realizaban y la importancia que ellas tenían para Francia. Sus apelaciones fueron inútiles y Antoine fue finalmente enjuiciado y ejecutado el 8 de mayo de 1794 en París, cuando él tenía 50 años y ella 36 años.
Después de esto, Marie-Anne se volvió retraída. Todos sus bienes fueron confiscados por el gobierno revolucionario, incluyendo los cuadernos de notas y el laboratorio. A pesar de ello, logró reunir mucha documentación que organizó y publicó como las Memorias de Química de Lavoisier, sentando las bases de la química moderna.
El primer volumen contiene los trabajos sobre el calor y la formación de los líquidos, mientras que el segundo está dedicado a las ideas sobre combustión, aire, calcinación de metales, acción de los ácidos y la composición del agua. En la copia original, Marie-Anne escribió el prefacio y atacó a los revolucionarios y contemporáneos de Antoine, a quienes les atribuía la responsabilidad de su muerte. Este prefacio no fue finalmente incluido en la publicación, pero el libro permitió preservar las contribuciones de su marido y las suyas propias en el campo de la química.
Algunos años después, en 1804, Marie-Anne volvió a casarse, esta vez con Benjamin Thompson, Conde de Rumford. Rumford era uno de los físicos más conocidos de su tiempo, pero la pareja no logró asentarse y terminaron separándose tres años después. Marie-Anne mantuvo a lo largo de toda su vida el apellido de su primer esposo, Lavoisier, demostrando la devoción que le guardó. Murió el 10 de febrero de 1836 en su casa en París, a los 78 años de edad.

## Sus contribuciones a la química
Marie-Anne Lavoisier asistía a su marido Antoine en el laboratorio durante el día, anotando observaciones en el libro de notas y dibujando diagramas de sus diseños experimentales. Los estudios que realizó con el pintor Jacques-Louis David le permitieron dibujar con precisión los aparatos del laboratorio, algo que finalmente resultó de gran utilidad cuando se buscó entender los métodos y resultados de Antoine. Madame Lavoisier fue también la organizadora y editora de los informes. 
Conjuntamente, el matrimonio Lavoisier rehizo el campo de la química que, habiendo tenido sus raíces en la alquimia, se había convertido en un saber dominado por la noción de flogisto, difundida por Georg Stahl. En el siglo XVIII la idea del flogisto (un elemento similar al fuego que se libera durante la combustión) fue usada para describir las propiedades aparentes de los cambios que la materia experimentaba cuando se quemaba. Debido a su dominio del inglés, latín y francés, Marie-Anne realizó traducciones de varios trabajos sobre flogisto para que su esposo los leyera. Probablemente, su traducción más importante haya sido el Ensayo sobre flogisto, de Richard Kirwan, traducido y a la vez criticado por Madame Lavoisier, con notas al pie en las que puntualizaba los errores químicos del trabajo. También tradujo obras de Joseph Priestley, Henry Cavendish y otros investigadores, que resultaron un aporte invalorable para Antoine. En el caso del flogisto, fue la traducción de Marie-Anne la que lo llevó a la convicción de que la hipótesis era incorrecta, lo que a su vez lo orientó en sus estudios sobre la combustión y su descubrimiento del gas oxígeno.